# Początek końca
Początek końca – drugi album grupy The Bill, zawierający głównie materiał powstały po nagraniu płyty The Biut.
Podobnie jak poprzedni album, został on ponownie wydany, tym razem przez Agencję Artystyczną MTJ, w 2006 roku. W odróżnieniu od reedycji płyty The Biut, to wydanie nie różni się niczym od pierwotnej wersji z 1994 roku.

## Lista utworów
1. „Początek” – 0:47
2. „Nie potrafię kochać” – 2:43
3. „Debil” – 3:16
4. „Wiara, Nadzieja, Miłość” – 2:52
5. „Kaftan bezpieczeństwa” – 3:38
6. „Modlitwa” – 4:04
7. „Droga” – 3:56
8. „Dziwny świat” – 3:09
9. „Czarne i białe” – 2:21
10. „Idą ludzie” – 3:07
11. „Babiloński system” – 3:21
12. „Elektrownie atomowe” – 3:38
13. „Czas apokalipsy” – 3:20
14. „Początek końca” – 3:55

## Skład zespołu
- Dariusz „Kefir” Śmietanka – gitary, wokal
- Artur „Soko” Soczewica – gitara basowa, wokal
- Robert „Mielony” Mielniczuk – perkusja

gościnnie
- Poldek – instrumenty klawiszowe